# کوزو هوسوکاوا
کوزو هوسوکاوا (انگلیسی: Kozo Hosokawa؛ زادهٔ ۳ اوت ۱۹۷۱) بازیکن فوتبال اهل ژاپن است.